# Josef Quantschnig
Josef Quantschnig (* 11. Juni 1939 in Klagenfurt) ist ein österreichischer Politiker (SPÖ). Er war Präsident der Kärntner Kammer für Arbeiter und Angestellte und Abgeordneter zum Kärntner Landtag.

## Biografie
Seine Laufbahn als Arbeitnehmervertreter begann Josef Quantschnig 1964 als Betriebsratsvorsitzender bei Philips in Klagenfurt. 1969 wurde er zum Kammerrat und Vizepräsident und 1979 schließlich zum Präsidenten der Kärntner Arbeiterkammer gewählt. Als AK-Präsident arbeitete er 23 Jahre lang. Unter seine Präsidentschaft fielen unter anderem die Beschlussfassung des Kärntner Arbeitnehmerförderungsgesetzes im Jahr 1985 und die Einführung des kostenlosen AK-Rechtsschutzes 1992. Ab 1979 war Quantschnig zusätzlich Landesvorsitzender der Gewerkschaft Metall, Landesvorsitzender des Verbandes der Kärntner Volkshochschulen und Abgeordneter zum Kärntner Landtag.
Am 30. Oktober 2002 wurde er, mit seinem Abschied aus der Politik, vom damaligen Landeshauptmann Jörg Haider mit dem Großen Goldenen Ehrenzeichen des Landes Kärnten ausgezeichnet und am 2. Oktober 2003 wurde Quantschnig in Wien von Minister Martin Bartenstein mit dem Großen Goldenen Ehrenzeichen für Verdienste um die Republik Österreich ausgezeichnet.

## Auszeichnungen
- 2002: Großes Goldenes Ehrenzeichen für Verdienste um die Republik Österreich[1]
- 2003: Großes Goldenes Ehrenzeichen des Landes Kärnten